# Physematia
Physematia és un gènere d'arnes de la família Crambidae.

## Taxonomia
- Physematia concordalis Lederer, 1863
- Physematia defloralis Strand, 1919